# Cercyonis behrii
Cercyonis behrii är en fjärilsart som beskrevs av Grinnell 1905. Cercyonis behrii ingår i släktet Cercyonis och familjen praktfjärilar. Inga underarter finns listade i Catalogue of Life.